# 仕 (中國象棋)

仕、士棋子

「仕」、「士」是中國象棋的棋子，每方各有兩枚。紅方為「仕」，或有作「侍」。黑方為「士」。
仕、士每次可以沿“九宫”内的斜线前進或後退一格，但不能走出“九宮”，也不能平移。仕、士前進一步稱作“上仕”或“撐仕”，后退一步稱作“落仕”。
仕或有作「侍」，為侍衛，即服侍元帥的人。士為衛士，是將軍身旁護衛。二者意同，都類似侍衛官。